# Balakata baccata
Balakata baccata là một loài thực vật có hoa trong họ Đại kích. Loài này được (Roxb.) Esser mô tả khoa học đầu tiên năm 1999.